# Космос-2199
Космос-2199 је један од преко 2400 совјетских вјештачких сателита лансираних у оквиру програма Космос.
Космос-2199 је лансиран са космодрома Плесецк, Русија, 13. јула 1992. Ракета-носач Циклон-3 је поставила сателит у орбиту око планете Земље. Маса сателита при лансирању је износила 220 килограма. Космос-2199 је био комуникациони сателит.